# Periboeum terminatum
Periboeum terminatum là một loài bọ cánh cứng trong họ Cerambycidae.